# Slate Islands
Slate Islands är öar i Kanada.   De ligger i provinsen Ontario, i den sydöstra delen av landet, 900 km väster om huvudstaden Ottawa.